# Szentpétervár
Szentpétervár (oroszul: Санкт-Петербург, magyar átírásban: Szankt-Petyerburg) Oroszország balti-tengeri kikötővárosa a Finn-öböl partján, a Néva folyó torkolatában. Neve 1914-től 1924-ig Petrográd (Петроград), 1924-től 1991-ig pedig Leningrád (Ленинград) volt. Helyi és környékbeli szóhasználatban elterjedt a becéző Pityer (Питер) elnevezés is. 5,3 milliós népességével Moszkva után az ország második legnagyobb városa, Moszkva és London után pedig egész Európa harmadik legnépesebb települése, emellett a legészakibb milliós nagyváros a Földön. Nagy Péter cár alapította 1703-ban, ezt követően 1712-től 1918-ig az Orosz Birodalom, majd Szovjet-Oroszország fővárosa volt. Részben ennek köszönhető, hogy a 18. század közepe óta töretlenül az egész világ egyik legkiemelkedőbb kulturális központja. A hatalmas kiterjedésű óvárost az UNESCO a világ 10 legfontosabb műemléki területe között tartja számon és a világörökség részévé nyilvánította.

## A város neve
Nagy Péter cár az 1703-ban alapított erődöt saját „égi patrónusáról”, Szent Péter apostolról nevezte el. Első elnevezése a holland nyelvű Sankt Pieter Burch volt, de hamarosan a német Sankt-Petersburg oroszos alakját, a Szankt-Petyerburg elnevezést kapta.
Az első világháború kitörése után, 1914. augusztus 18-án a német nevet tükörfordítással Petrográdra oroszosították.
Lenin halála után 1924. január 26-án a Petrográdi városi szovjet kérelmére a Szovjetek II. Össz-szövetségi Kongresszusa a város nevét Leningrádra változtatta. A város újabb névcseréjét a forradalom vezére iránti tisztelettel indokolták, hiszen ez a város volt az általa vezetett októberi forradalom helyszíne. A döntés természetesen a szimbolikus politizálás része volt, és az országban zajló politikai változások egyik fontos kifejezője lett.
A Szovjetunió összeomlása után az 1991-ben tartott népszavazás szűk többséggel a város 1914 előtti nevének visszaállítását támogatta, és a következő években a várossal együtt az utcák, terek, a hidak és a parkok is visszakapták korábbi nevüket.

## Fekvése
A város, mely több mint 200 éven át Oroszország politikai és kulturális központja volt, ma is lenyűgöző, méltán érdemelte ki az „Észak Velencéje”, illetve az „Északi főváros” neveket. A Leningrádi terület székhelye (a terület megtartotta a Leningrád nevet, míg maga a város újra felvette eredeti nevét), emellett szövetségi jelentőségű városként az Oroszországi Föderáció tagja, valamint az Északnyugati szövetségi körzet (федеральный округ) székhelye is.
A város területe az alapításkor mocsaras, lápos vidék volt, így szinte az egész régi városrész cölöpökre épült. A szűken vett város területe 606 km² (az 1999-ben hozzácsatolt településekkel együtt 1431 km²), amelyből 10 százalék víz. A város ma 42 szigeten fekszik. Eredetileg ezek száma nagyobb volt, de sokat közülük a csatornák mostak el. A Néva torkolata körülbelül a tengerszinten található, így a partjait már korábban gránitkövekkel erősítették meg, így védve a várost a víztől. Puskin a következőképpen fogalmazott: „a város gránitba öltözik”.
A Néva rövid, de annál nagyobb vízhozamú folyó. Legnagyobb szélessége eléri a 600 métert, 74 kilométeres hosszából 28 kilométer esik a város területére.

## Éghajlata
Éghajlata átmeneti az óceáni és a kontinentális éghajlat között, a nyári átlaghőmérséklet 19 és 22 °C között mozog, míg a téli átlag −4 és −8 °C közötti. Köppen osztályozásán Dfb, nedves kontinentális éghajlatú.
Szentpétervár ugyanazon a szélességi körön található, mint Helsinki, Stockholm, Aberdeen és Oslo (60° É), ezért a szürkület májusban, júniusban és júliusban egész éjszaka tart, ezt a jelenséget hívják „fehér éjszakáknak”. A téli hónapokban viszont csak mintegy 5 óra a nappalok hossza, s csak délelőtt 9-10 óra körül világosodik ki.
| Hónap | Jan.  | Feb.  | Már.  | Ápr.  | Máj. | Jún. | Júl. | Aug. | Szep. | Okt.  | Nov.  | Dec.  | Év    |
| --- | ----- | ----- | ----- | ----- | ---- | ---- | ---- | ---- | ----- | ----- | ----- | ----- | ----- |
| Rekord max. hőmérséklet (°C) | 8,7   | 10,2  | 14,9  | 25,3  | 32,0 | 34,6 | 35,3 | 37,1 | 30,4  | 21,0  | 12,3  | 10,9  | 37,1  |
| Átlagos max. hőmérséklet (°C) | −3,0  | −3,0  | 2,0   | 9,3   | 16,0 | 20,0 | 23,0 | 20,8 | 15,0  | 8,6   | 2,0   | −1,5  | 9,2   |
| Átlagos min. hőmérséklet (°C) | −8,0  | −8,5  | −4,2  | 1,5   | 7,0  | 11,7 | 15,0 | 13,4 | 8,8   | 4,0   | −1,8  | −6,1  | 2,8   |
| Rekord min. hőmérséklet (°C) | −35,9 | −35,2 | −29,9 | −21,8 | −6,6 | 0,1  | 4,9  | 1,3  | −3,1  | −12,9 | −22,2 | −34,4 | −35,9 |
| Átl. csapadékmennyiség (mm) | 44    | 33    | 37    | 31    | 46   | 71   | 79   | 83   | 64    | 68    | 55    | 51    | 662   |
| Havi napsütéses órák száma | 22    | 54    | 124   | 180   | 260  | 276  | 267  | 214  | 129   | 71    | 24    | 12    | 1633  |
| Forrás: Pogoda.ru.net , HKO (sunshine hours) Pogoda.ru.net (orosz nyelven). Weather and Climate (Погода и климат). (Hozzáférés: 2013. március 29.) |       |       |       |       |      |      |      |      |       |       |       |       |       |

## Története

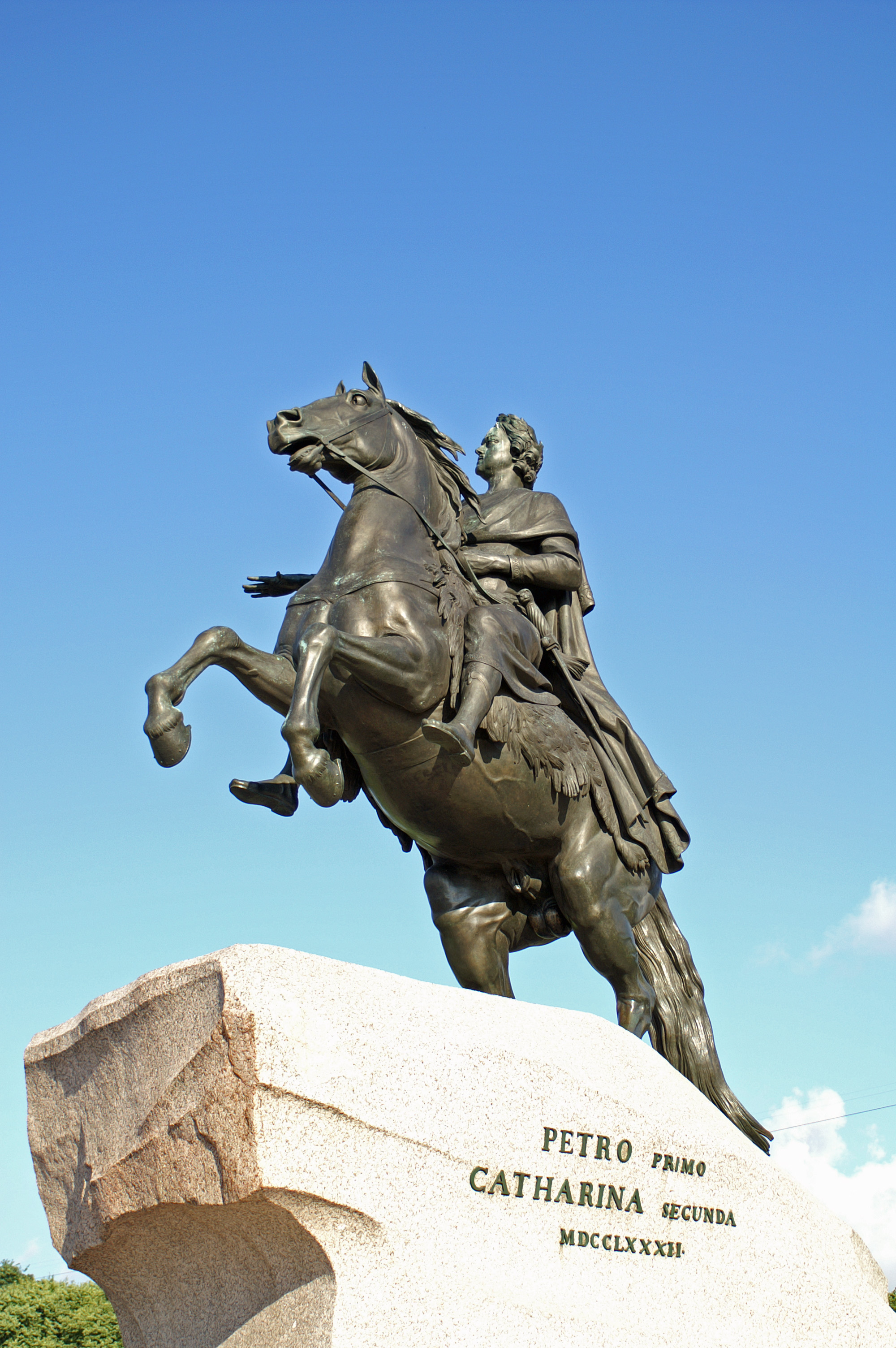
a „Bronzlovas”, I. Péter cár szobra

A várost I. (Nagy) Péter orosz cár alapította 1703. május 16-án azzal a céllal, hogy „ablakot nyisson Európára” (Puskin tollából), vagyis az elmaradott, feudális Oroszország felzárkóztatásának céljából. Helyét a nagy északi háború (1700-1720) során Svédországtól visszafoglalt Ingermanlandban, a Néva folyó torkolatában határozta meg. Nevét Szent Péter apostolról kapta, aki egyben a város védőszentje (patrónusa) is. Neve és írásmódja azonban nem orosz, hanem a holland Sint-Pietersburg oroszos átirata (I. Péter hosszú ideig élt és tanult Hollandiában).
Mivel az építkezések még háborús időben kezdődtek, az első épület egy erőd, név szerint a Péter–Pál-erőd (Петропавловская крепость) volt, melyet a város egyik főépítésze, Domenico Trezzini tervezett. Ő tervezte a váron belül található Péter–Pál-székesegyházat, ahol I. (Nagy) Pétertől III. Sándorig minden orosz cárt koronáztak, illetve ahol az utolsó orosz uralkodó, II. Miklós és családjának hamvai nyugszanak. Nem titkoltan Velence és Amszterdam mintájára kívánta felépíttetni városát a cár, sok belső kanálissal, hajózható csatornával (vízi utcákkal) mely egy egyedi, új, szinte csak itt fellelhető építészeti stílust, az úgynevezett péteri barokkot hívta életre. A munkások és jobbágyok kemény munkafeltételek mellett történő foglalkoztatása jellemző vonás volt, mely során egyes becslések szerint akár 30 000-en is életüket veszthették. Az első lakóházat Cornelius Cruys, az orosz hadiflotta holland származású főparancsnoka vásárolta meg, így ő lett Szentpétervár első lakója. A tudatos városépítésnek köszönhetően (lévén a helyén előtte csupán egy mocsár volt) az egész egyetlen építészeti remekműnek számít, széles, egyenes sugárutakkal, kellemes nagy parkokkal és rengeteg fényűző palotával, ezért kapta harmadik becenevét: „A paloták városa”. A leghíresebb ezek közül a Téli Palota. A hidak döntő többsége felnyitható, manapság látványosságként egy speciális időbeosztás szerint májustól október végéig az összeset felnyitják (általában) hajnali 2 és 4:30 között.

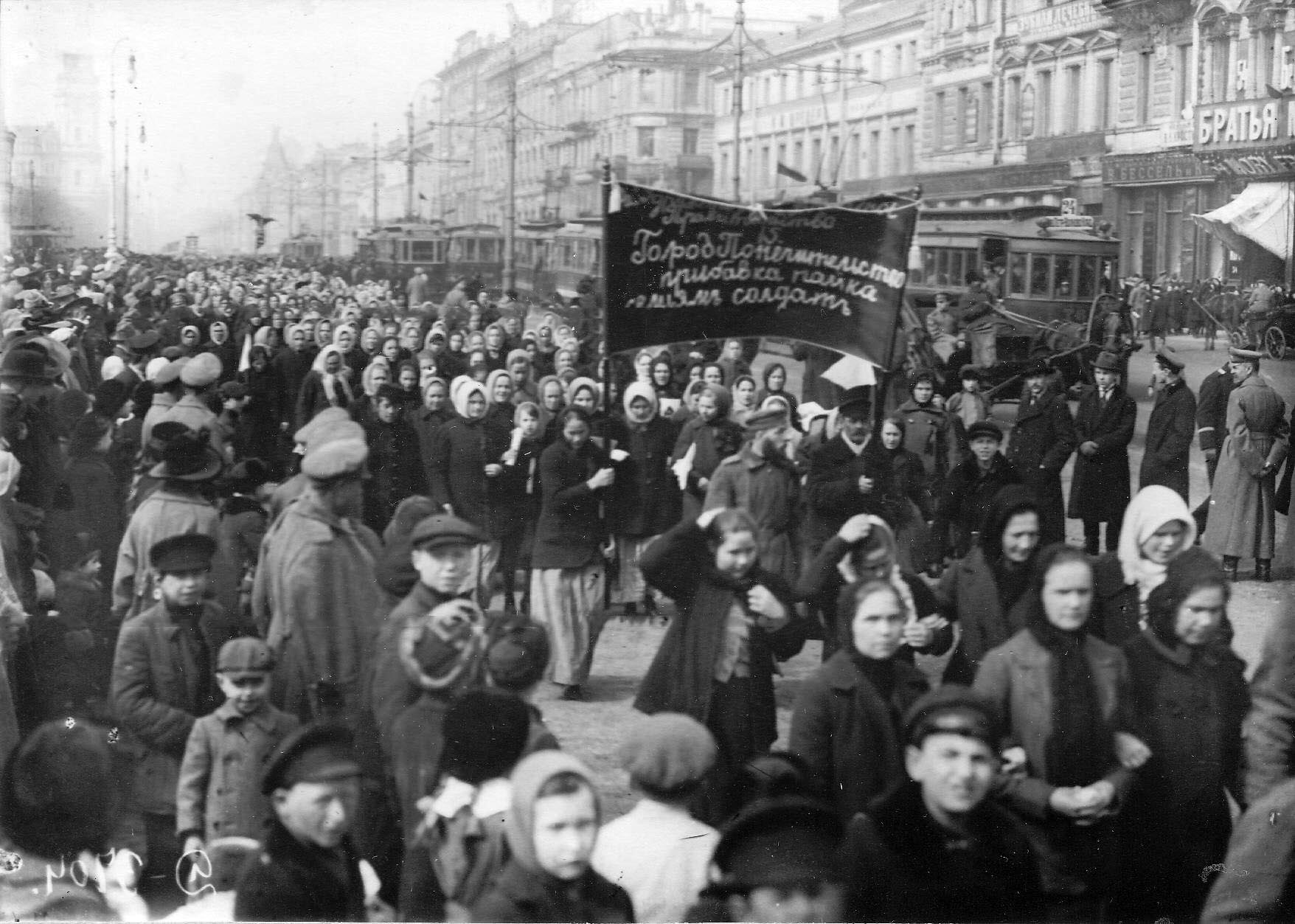
Nőtüntetés a kenyérért és a békéért 1917. március 8-án

A „világ legmesterségesebb városa” – ahogy Dosztojevszkij jellemezte – 1712-ben lett a birodalom fővárosa, Moszkvát felváltva. Ezt a pozíciót egészen a bolsevik forradalom győzelméig birtokolta, mely után, 1917-ben ismét Moszkva lett a főváros.
Pár évvel korábban, II. Miklós, Oroszország utolsó cárja a túlságosan németes hangzással bíró Szankt-Petyerburg (Санкт-Петербург) nevet oroszosította, és a várost 1914. augusztus 31-én újrakeresztelte, a Petrograd (Петроград / Pétervár) nevet adva neki. Ezt követően 1924. január 27-én, Lenin tiszteletére (aki három nappal korábban, január 24-én hunyt el) ismét nevet változtatott a város és egészen a Szovjetunió felbomlásáig (1991) Leningrád néven szerepelt a világ térképein. 1941. július 8-án Hitler bejelentette, hogy Moszkvát és Leningrádot teljesen meg akarja semmisíteni. Szeptember 8-án a német csapatok elérték a Névát és megkezdődött Leningrád közvetlen ostroma. A blokád alatt lévő körülzárt várost ezután már csak egy 200 km hosszú útvonalon. a Ladoga-tavon keresztül lehetett megközelíteni. Hitler ki akarta éheztetni az orosz cárok fővárosát. Az orosz hadseregnek csak 1944. január 18-án sikerült a leningrádi blokád áttörése.
1991. szeptember 6-án népszavazás döntött a visszakereszteléséről Szankt-Petyerburgra. (Ezzel egyetemben 39 utca, 6 híd és 6 közpark is új nevet kapott.)

## Politika és közigazgatás

Szentpétervár kerületei

Szentpétervár 18 közigazgatási kerületre (rajon) oszlik.
1. Admiralitás kerület (Адмиралтейский район)
2. Frunze kerület (Фрунзенский район)
3. Kalinyin kerület (Калининский район)
4. Kirov kerület (Кировский район)
5. Kolpinói kerület (Колпинский район)
6. Központi kerület (Центральный район)
7. Krasznogvargyejszkij kerület (Красногвардейский район)
8. Krasznoje Szelo-i kerület (Красносельский район)
9. Kronstadti kerület (Кронштадтский)
10. Kurortszkij kerület (Курортный район) (курорт, kurort jelentése fürdőhely, üdülőhely, gyógyhely)
11. Moszkvai kerület (Московский район)
12. Névai kerület (Невский район)
13. Petrográdi kerület (Петроградский район)
14. Petrodvoreci kerület (Петродворцовый район)
15. Puskini kerület (Пушкинский район)
16. Tengermelléki kerület (Приморский район)
17. Vasziljevszkij-szigeti kerület (Василеостровский район)
18. Viborgi kerület (Выборгский район)

A város önkormányzati szempontból 111 egységre tagolódik, melyek közül 81 önkormányzati körzet, 9 város és 21 település. A Szentpétervárhoz tartozó kilenc város (2010. évi népességükkel) az alábbi:
- Kolpino (Колпино, 138 979 fő)
- Krasznoje Szelo (Красное Село, 44 323 fő)
- Kronstadt (Кронштадт, 43 005 fő)
- Lomonoszov (Ломоносов, 42 505 fő)
- Pavlovszk (Павловск, 16 087 fő)
- Peterhof (Петергоф, 73 199 fő)
- Puskin (Пушкин, 92 889 fő)
- Szesztroreck (Сестрорецк, 37 248 fő)
- Zelenogorszk (Зеленогорск, 14 958 fő)

### Politikai élete
Szentpétervár a Leningrádi terület székhelye is, de jogállása különleges: bár a terület székhelye, nem tartozik ahhoz, hanem önálló szubjektum (az Oroszországi Föderáció szövetségi alanya; szövetségi jelentőségű város). A városban található a Leningrádi terület kormányzójának, kormányának és törvényhozó testületének székhelye is. A kormányzót, Szentpétervár vezetőjét, az orosz államfő nevezi ki a szentpétervári törvényhozás javaslata alapján.
Szentpétervár politikai életét a városi törvényhozás által elfogadott városi alkotmány szabályozza. A városi alkotmányt 1998-ban fogadták el. A végrehajtó hatalom birtokosa a kormányzó (1996 előtt: polgármester) által vezetett szentpétervári városi tanács. Szentpétervár törvényhozó hatalmát az egykamarás Szentpétervári Törvényhozó Tanács birtokolja.

#### Szentpétervár kormányzói
- Valentyina Ivanovna Matvijenko: 2003 – 2011. augusztus.
- Georgij Szergejevics Poltavcsenko: 2011. augusztus – 2018. október 3. Hivatali idejének lejárta előtt Putyin elnök "saját kérésére" felmentette hivatalából (más munkaterületre került).
- Alekszandr Dmitrijevcs Beglov: 2018. október 3-tól a kormányzói feladatokat ideiglenesen ellátó megbízott (a következő kormányzóválasztásig).[8][9]

Korábban, 2012-2017 között az Oroszországi Föderáció elnökének meghatalmazott képviselője volt a Központi szövetségi körzetben, majd 2017.decembertől az Északnyugati szövetségi körzetben.
A 2019. szeptember 8-i választáson kormányzóvá választották. Beiktatták hivatalába: szeptember 18-án.

## Népesség
A város népességének változása:
| Lakosok száma | 149 700 | 487 300 | 2 314 500 | 1 688 300 | 1 920 000 | 3 949 501 | 4 882 200 | 4 770 897 | 4 879 566 | 5 652 922 |
|               | 1764    | 1850    | 1915      | 1928      | 1947      | 1970      | 1986      | 1999      | 2010      | 2025      |

## Kultúra

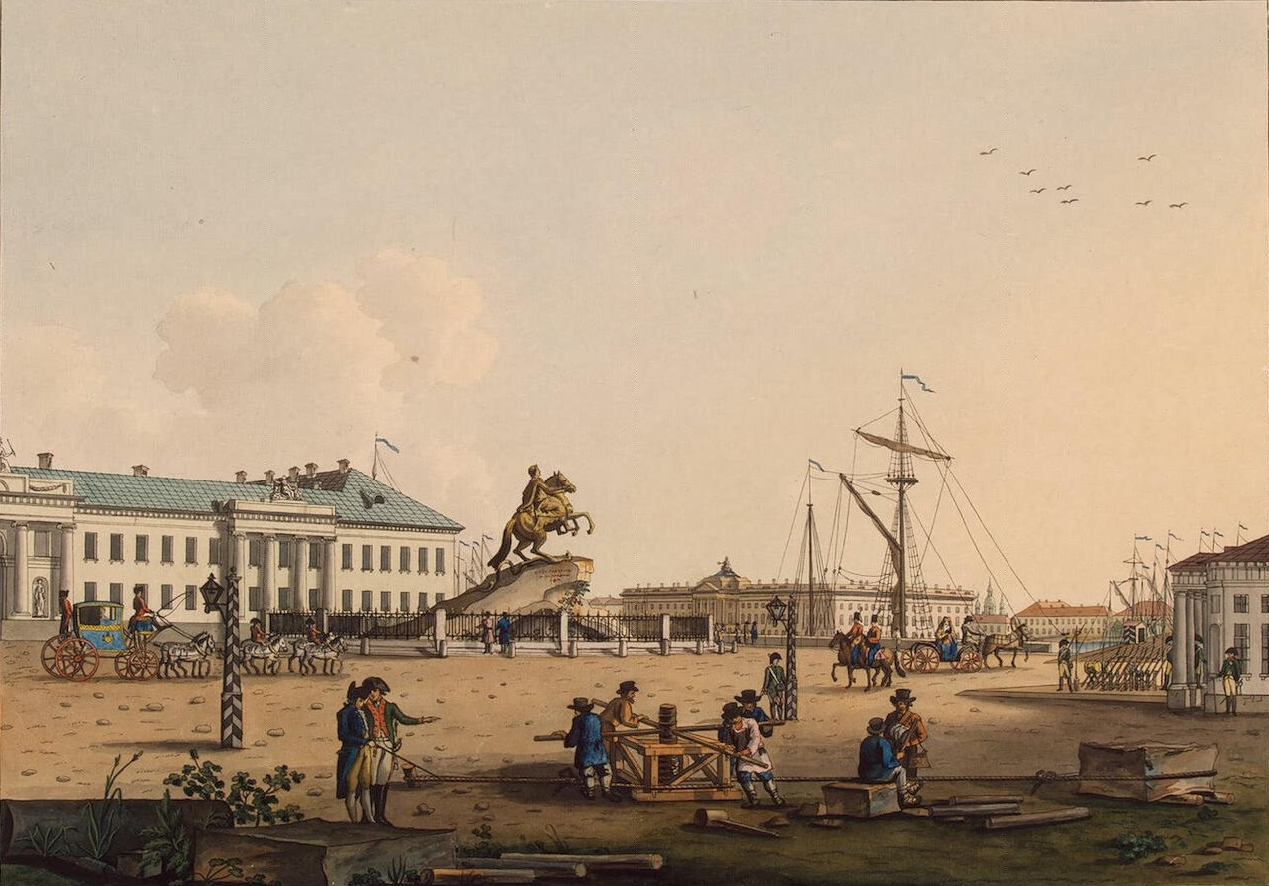
A „Bronzlovas” egy 1799-es metszeten

Szentpétervár az irodalomban, a zenében és a színházban is világszerte élenjáró. Szentpéterváron minden nagy vallás temploma megtalálható, itt van a világ legészakibb mecsetje.

### Színház, balett
A városban több mint 40 különféle színház található. A Mariinszkij Színház (korábbi nevén Kirov Színház) ad otthont a hasonló nevű balett- és operatársulatnak. Az Alekszandrinszkij Színház I. Erzsébet cárnő megbízásából épült meg 1756-ban. Az itt lévő kadétokból összeállított társulat képezte az orosz színjátszás alapját, de csak 1832-ben kapta meg a mai épületét.
A városban élt és dolgozott Glinka, Muszorgszkij, Rimszkij-Korszakov, Csajkovszkij, Stravinsky és Sosztakovics is.
Szentpétervár a balett egyik legfontosabb fejlődési helyszíne. A fejlődés meghatározó szereplői és segítői: Szergej Gyagilev, Vaclav Nyizsinszkij és Anna Pavlova. Talán a világ leghíresebb balettiskolája, az 1738-ban alapított Vaganova balettakadémia is itt található.

### Sakk
Szentpétervár lakosai közé tartoznak a világ legkiemelkedőbb sakkjátékosai: Mihail Moiszejevics Botvinnik (többszörös világbajnok 1948 és 1963 között), Borisz Vasziljevics Szpasszkij (világbajnok 1969 és 1972 között, híressé az USA-beli Bobby Fischerrel vívott 1972-es játszmája után vált). Szintén itt élt Viktor Korcsnoj, aki később emigránsként Svájcban telepedett le.

### Múzeumok
- Ermitázs
- Orosz Múzeum
- Puskin Emlékmúzeum
- Központi Hajózási Múzeum[13]

### Építészet és műemlékvédelem

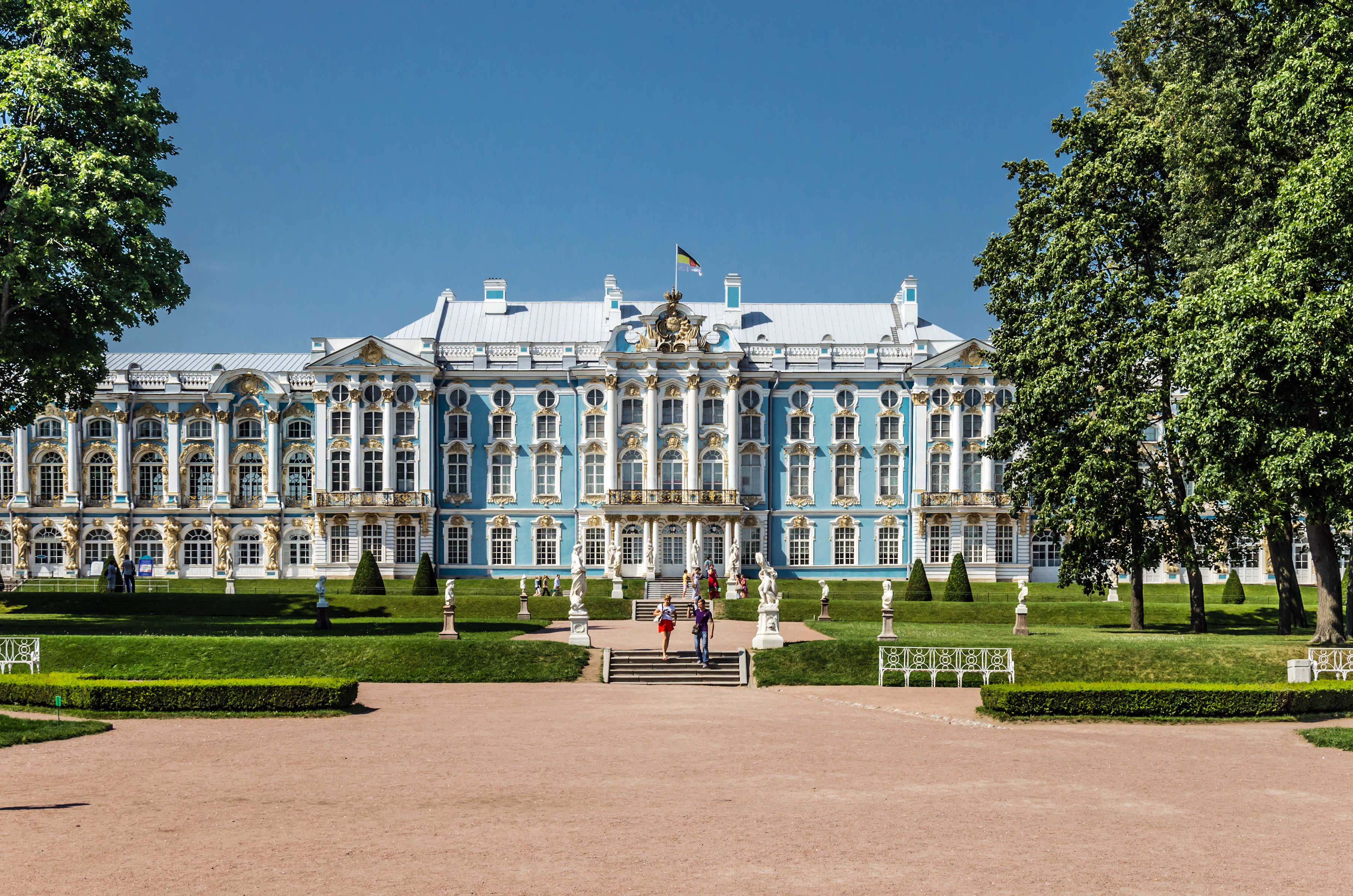
A cárok nyári palotája Carszkoje Szelóban

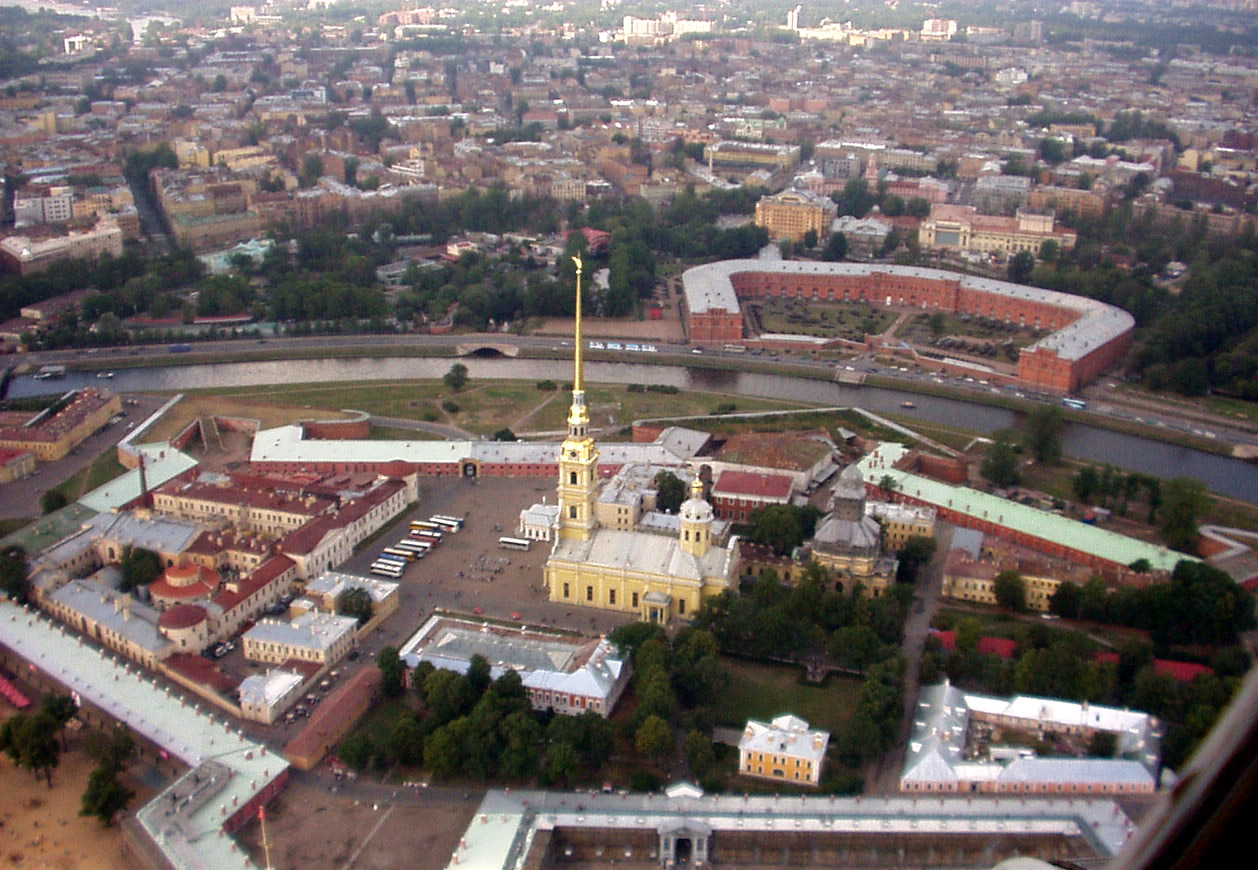
A Péter–Pál-székesegyház a Péter–Pál-erődben

A Vérző Megváltó temploma

Szentpétervár sokáig az orosz cárok székhelye volt. A városban tartották vagyonuknak jelentős részét, amelynek bizonyítékait ma is láthatjuk. A 2003-as ünnepségre – amelyen az elmúlt 300 évre tekintettek vissza – számos látványosságot állítottak helyre. A város körülbelül 250 múzeummal és 4000 védett kulturális, történelmi és építészeti emlékkel rendelkezik. A pétervári épületek 15%-át (kb. 2400 épületet) az UNESCO műemlékvédelem alá helyezte. (Az olasz Velencéhez hasonlatos.) A városnak azonban főleg költségvetési problémái vannak a műemlékvédelmet illetően. De más problémák is felmerültek: a házak a szovjet időszak után katasztrofális állapotba kerültek és ennek megfelelően restaurálni kell őket. Az egyre növő ipar és az erős belvárosi forgalom légszennyezést okoz, ami az épületek homlokzatát tovább rontja. Habár 2004-ben elkezdték a műemlékeket privatizálni, még a pétervári ingatlanok 80%-a az orosz állam kezében van.

### Mozik
A kultúra virágzásának vége a filmipar fejlődésével függ össze. 1990-ig a megfilmesítések nagy része az orosz irodalom alapjain állt. Tucatnyi film készült Anna Karenyináról (az első egy orosz és egy francia 1911-ből, az első nyugati pedig, amit helyben készítettek, 1997-es).
Néhány film kifejezetten a város történetére korlátozódik. Emellett rengeteg a szovjet propagandafilmek száma is. A saját műfajában egyedülálló a Noi Vivi film (olasz, 1942), ami a városban játszódó könyv, Ayn Rand Mi élünk c. művének megfilmesítése – a szovjet októberi forradalom hátteréből adja meg az olasz fasiszták kritikáját. Az utolsó cár leányainak történetét Anastasia címmel is többször megfilmesítették. Különösen ismert az 1956-os verziója Ingrid Bergmannal és az utolsó rajzfilmmusicalje (USA, 1997) Don Bluthtól, aki a Walt Disney egykori vezető rajzolója. Különösen a rajzfilmmusical adja vissza felismerhetően az orosz történelem részleteit.
Péterváron (akkoriban Leningrád) játszódik az Intergirl című Pjotr Todorovszkij-film is, a Szovjetunió bukása előtti utolsó nagy mozisikere, különösen kifejező felvételekkel a városról.
A város csak ritkán színhelye irodalmi háttérrel nem rendelkező fiktív filmeknek. Ezek Pétervárt mindenekelőtt egy befolyásos és kifejező optikai háttérnek tekintik. Például az Éjfél Szentpéterváron (Egyesült Királyság, 1996) megpróbálja a filmbeli hiányosságokat a pétervári látványosságok bemutatásával pótolni. Az Onegin c. film (1999, Liv Tylerrel) a Puskin-verseket veszi kiindulási alapul, és a környezetet inkább a háttérbe helyezi. Az Orosz-ház c. thriller Sean Conneryvel, Michelle Pfeifferrel és Klaus Maria Brandauerrel festői képekkel és szimfonikus zenei aláfestéssel inkább a város romantikus oldalát mutatja.
Gothár Péter különleges filmjének, a Haggyállógva Vászkának is ez a város a helyszíne.
Mozik:
- Киноцентр Родина (Rodina)
- Lumière moziklub
- Кинотеатр Художественный (Művész mozi)
- Union
- PIK
- Szaparov
- stb.

### Zene
A peresztrojka ideje után, az 1980-as években egy igen erőteljes rock műfaj alakult ki Szentpéterváron. Az együttesek jó része a Leningrádi Rockclub kereteiben alapult meg, de sokan mások kialakították saját egyedülállóságukat. A fővárossal, Moszkvával ellentétben, ahol a polgári szabadságjogok erősebben fejlettek, a leningrádi zene szabadon fejlődhetett: követte a nyugati stílusokat, azonban mégis megtartotta a tipikus orosz hangzásokat is. Az akkoriban létrejövő együttesek és előadók még ma is hatalmas befolyással rendelkeznek. A híres együttesek közé tartoznak: „Akvarium” (Borisz Grebenscsikov), „Kino” (Viktor Coj), „Alisza” (Konsztantyin Kincsev), „AukcYon” (Leonyid Fjodorov), „Pop-Mechanika” (Szergej Kurjohin), „Zoopark” (Mihail "Mike" Naumenko), „DDT” (Jurij Sevcsuk).

### Oktatás
A Szentpétervári Művészeti Akadémiát 1757-ben Ivan Suvalov művészetpártoló alapította. Az intézmény befogadására alkalmas épület Nagy Katalin cárnő megbízására készült. Az épület Jean-Baptiste Vallin de la Mothe és A. Kokorinov tervei alapján épült 1764 és 1789 között, a Néva partján, a Téli Palotával szemközti oldalon. Az intézmény neve időről időre változott: Orosz Művészeti Akadémia, Szovjet Művészeti Akadémia, Ilja Repin Szentpétervári Festészeti, Szobrászati és Építészeti Akadémiai Intézet. Saját műgyűjteménnyel rendelkezik.

## Gazdaság
Szentpétervár az orosz fejlődés és kutatás központja. Ezt bizonyítja, hogy még a Szovjetunió összeomlása és az 1998-as rubelválság után is tovább tudott fejlődni.
A feldolgozó ipar majdnem minden ága megtalálható itt, de különösen a hajózás és a gépipar kiemelkedő jelentőségű. Sikeres iparág az elektronika (főleg a légi- és űrutazásban), illetve bútoriparral, élelmiszeriparral és kőolajfeldolgozó iparral is rendelkezik a város. Az utóbbi időben elkezdődött az informatika fejlődése.
A gyorsan növekvő város költségvetését a következő nagy vállalatok adói adják ki: a Gazprom leányága, a Gazprom Neft, a WTB kereskedelmi bank és a Transaero légiközlekedési vállalat. Ezen gazdasági ágak sikeressége azonban visszavezethető a remek Pétervári befektetési lehetőségekre.
Különös az autóipar helyzete. Oroszország autómárkája, a Lada korábban monopólium volt a piacon és rengeteg import-eladással rendelkezett. A WTO-ba való belépés terve pedig változtatott a helyzeten: a belépéshez különféle feltételeket állított a nemzetközi szervezet, például az importvámok lecsökkentése. Ilyen okok miatt nevezik Szentpétervárt az „orosz Detroit”-nak, hiszen a város eddig az összes külföldi autóeladás felét adta.
A növekvő autóipar mellett a város külföldi vállalatokkal is rendelkezik: többek között Wrigley, Gillette, Rothmans, Unilever, Japan Tobacco és Coca-Cola nyitotta meg itt a kapuit. A Carlsberg tulajdonában álló Baltic Beverages Holding (BBH), szintén itt tevékenykedik. Ez a legnagyobb sörfőzde Oroszországban és kelet-európai szinten a Heineken után második helyen áll.
A város legfontosabb kereskedelmi partnere Németország.
80 kilométerre Szentpétervártól, Szosznovij Borban található az az atomerőmű, amelyet legtöbbször „leningrádi erőmű” néven emlegetnek, hiszen a térség áramszükségletének az 50%-át állítja elő.
A Szovjetunióban Szentpétervár volt a flotta támogatási pontja. Ma is a város katonai kikötőjében megtalálhatóak a csatahajók és tengeralattjárók. A világon első dízelmotoros hajó, a Vandal, Ribinszk-ből 1903-ban tervnek megfelelően Szentpétervárra közlekedett. A peresztrojka ideje előtt a védelmi ipar 80%-át a leningrádi gazdaság termelte.

## Turizmus
A turizmus a város gazdaságának egyik legfontosabb ága. Az UNESCO rangsora alapján a város bekerült a tíz legvonzóbb úti cél közé.[forrás?]

### Látnivalói
- Péter–Pál-székesegyház
- Péter–Pál-erőd
- Szent Izsák székesegyház(wd) (Исаакиевский собор)
- Ermitázs
- Admiralitás
- Peterhof
- Nemzeti Haditengerészeti Múzeum (Tőzsdepalota)
- Kazanyi székesegyház
- Puskinváros (Cárszkoje Szelo)
- Metró
- Mariinszkij Opera és Balett Nagyszínház (Kirov-balett)
- Auróra cirkáló
- Szmolnij épületegyüttese
- Alexandr Nyeszkij főkolostor és Nekropolisz
- Nyevszkij proszpekt
- Orosz Múzeum (Mihály-palota)
- A Szentpétervári Elektromos Közlekedési Múzeum a Vasziljevszkij-szigeti villamosparkban
- Lahta Center, Oroszország és Európa legmagasabb épülete

## Közlekedés

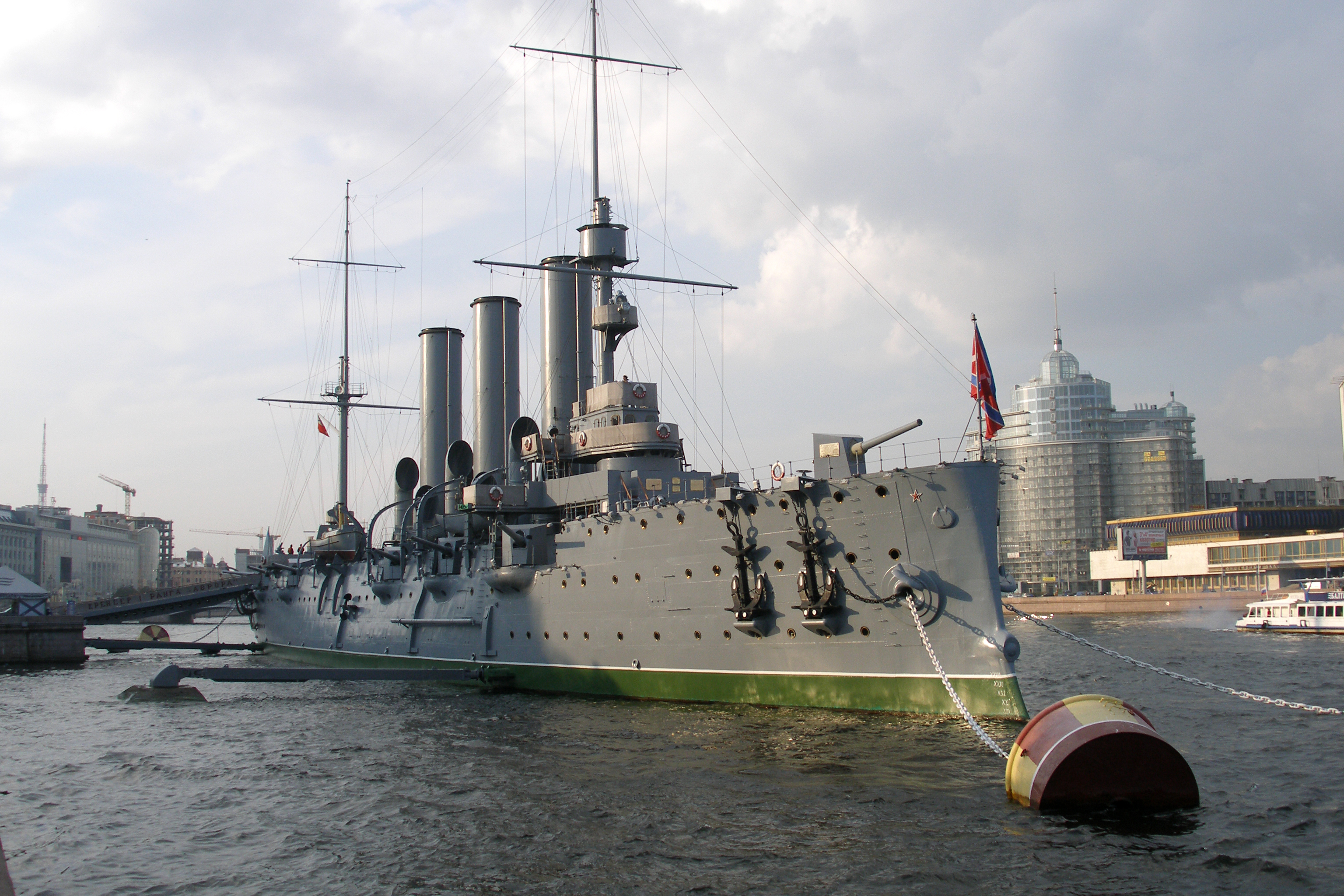
Az Auróra cirkáló

Szentpétervár óriási közlekedési csomóponttá vált, hiszen a tengeri, a belvízi hajózás és vasút is itt találkozik. Az itt található hajókikötő Oroszország legjelentősebb kikötője (áruforgalom 2007-ben: 59,6 millió tonna). A fontos kereskedelmi útvonalak Stockholmot, Helsinkit, Kielt, Lübecket és a Balti-tenger többi kikötőit érintik. A kikötő további fejlődése azonban akadályozott a folyamatosan fejlődő út- és vasúthálózat miatt.
A Néván és csatornáin keresztül kitűnő az összeköttetés a Ladoga-tóhoz, a Volgához és a Fehér-tengerhez. A nyílt vizek eléréséhez a nyitható hidakat éjszakánként felemelik.
Mint a többi nagyváros, Szentpétervár is folyamatosan küzd a növekvő forgalommal.
Az első orosz vonat Szentpétervárról Carszkoje Szelóba ment, és összekötötte vele a fővárost. Az első világháború előtt a Nord-Expressz közvetlenül Pétervárról Párizsba tartott. Ma már közvetlen járatok mennek Murmanszkba, Helsinkibe (a Ladoga-pályaudvarról), Moszkvába (a Moszkvai pályaudvarról), Kalinyingrádba, Minszkbe, Berlinbe, Budapestre és Zágrábba (a Vityebszki pályaudvarról).
Szentpétervár 12 autópályával rendelkezik: 2006. szeptember 7-én adták át a körgyűrű egy újabb szakaszát a forgalomnak. A megépített autópálya az eddig városon átmenő, Finnországból érkező tranzitforgalmat kb. 50 ezer autó/nap aránnyal enyhítette, miközben az utazási idő is harmadára csökkent. Az új autópálya egyik legjellemzőbb ismertetőjegye a függőhíd, ami elég magas: így az egyedüli Néva-híd Szentpéterváron, amit a hajóforgalom miatt esténként nem kell felnyitni. A tervezett nyolcsávos autópálya csak 25 kilométeren épült fel, ezen a szakaszon kívül az autópálya 4 sávos. 2010-re a körgyűrűnek Pétervár nyugati oldalán is el kell készülnie. Az akkor 115 kilométerre bővülő hálózat az 1979 óta tartó építkezések után végre elkészül.
A körgyűrűt Szentpétervár „KAD”-nak nevezi. Ennek kiegészítéseképpen tervezi az észak–déli „SSD”-autópályát: ez kötné össze a pétervári kikötőt és körgyűrűt. 2019. november 27-én adták át teljes hosszában a forgalomnak a várost Moszkvával összekötő díjköteles M11-es „Néva” autópályát, mely a korábbi M-10-es főútat tehermentesíti és a menetidőt felére csökkenti (kb. 6 óra).
12 kilométerre délre a belvárostól fekszik a Pulkovói repülőtér két termináljával: az egyikről a belföldi gépek, a másikról a külföldi gépek indulnak. Innen indítja járatait a Rosszija légitársaság, amely az egykori Pulkovo Airline-ból fejlődött ki. Számos külföldi légivállalat startol innen, például a németek: Germanwings és Lufthansa. Közvetlen járatok működnek Pétervár és Berlin, Frankfurt am Main, Köln/Bonn, München, Münster és Bécs között. A Rosszija légitársaság járatai Düsseldorfba, Hamburgba, Hannoverbe és Zürichbe mennek.

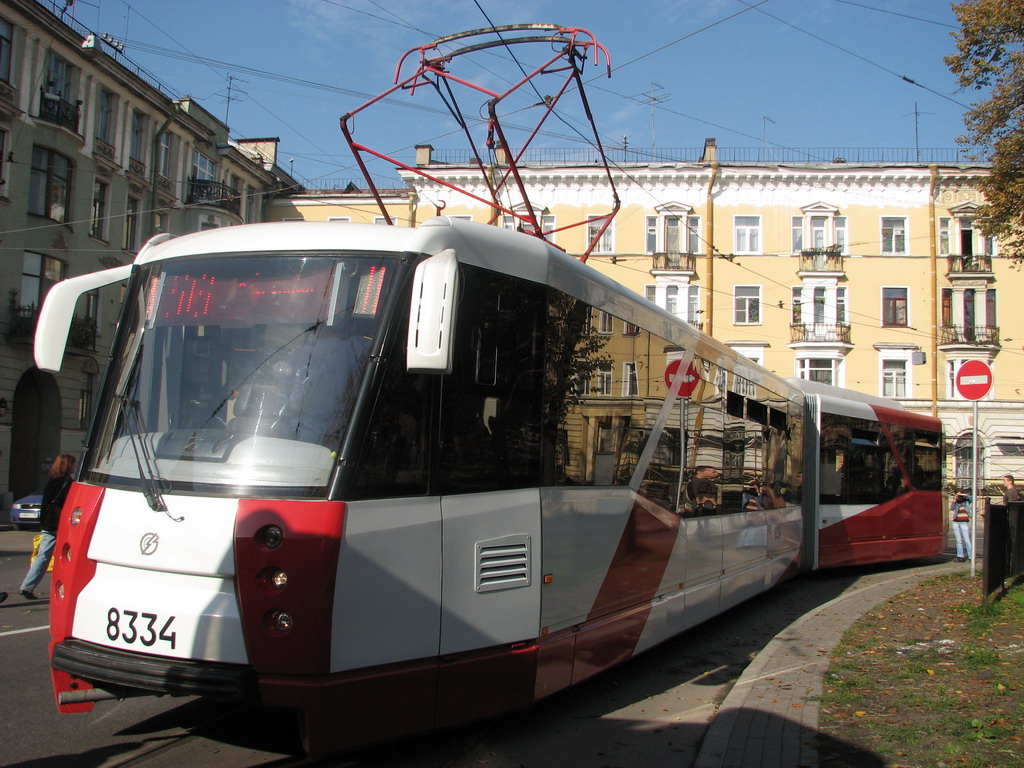
Szentpétervári villamos

A város öt metróvonala közül az elsőt 1955-ben nyitották meg. A külvárosokat is elérő metróhálózatot jól szervezett busz-, trolibusz- és villamosközlekedés egészíti ki. A város 2007-ben 30-35 fős új buszokat vásárolt, hogy tovább javítsa az északi főváros tömegközlekedését. A taxit helyettesítő, bevett gyakorlat a városi stoppolás, ami jó lehetőséget ad az olcsó utazásra és az alkalmi taxisok keresetének kiegészítésére.

## Sportélete
A város legnagyobb futballcsapata, az FK Zenyit Szankt-Petyerburg 2007-ben megnyerte az orosz bajnokságot, így a következő évben indulhatott a Bajnokok Ligája főtábláján. A Zenit FC hatalmas meglepetésre megnyerte a 2007–2008-as UEFA-kupát, olyan csapatok legyőzése után, mint a Villarreal CF, az Olympique de Marseille, a Bayer Leverkusen és a Bayern München. A döntőben a Glasgow Rangerst ütötték ki 2 : 0-ra, így ők lettek a második orosz UEFA-kupa-győztes csapat. 2023-tól itt rendezték volna meg a Formula–1-es Orosz Nagydíjat, ez viszont az orosz-ukrán háború miatt nem történik meg.

## Testvérvárosai
| - Turku, Finnország (1953) - Hamburg, Németország (1953) - Drezda, Németország (1961) - Birmingham, Egyesült Királyság (1962) - Zágráb, Horvátország (1968) - Oszaka, Japán (1979) - Melbourne, Ausztrália (1989) - Lansing, USA (1992) - Los Angeles, USA - Iszfahán, Irán (1999) |  | - Graz, Ausztria - Belgrád, Szerbia - Mumbai, India - Milánó, Olaszország - Debrecen, Magyarország - Kassa, Szlovákia (1995) - Isztambul, Törökország - Rotterdam, Hollandia - Varsó, Lengyelország (1997) - Gdańsk, Lengyelország (1997) |

- Továbbá „ikervárosi” kapcsolata van a floridai  St. Petersburg városával.[15]

## A város híres szülöttei
| - II. Péter orosz cár - VI. Iván orosz cár - I. Miklós orosz cár - III. Sándor orosz cár - II. Miklós orosz cár - Wladimir Köppen klimatológus - Fjodor Mihajlovics Dosztojevszkij író - Nyikolaj Ivanovics Jezsov politikus - Szergej Jutkevics filmrendező - El Kazovszkij magyar festő - Viktor Coj zenész - Vlagyimir Putyin politikus, elnök |  | - Szemjon Jakovlevics Nadszon költő - Jevgenyij Prigozsin, a Wagner-csoport alapítója - Dmitrij Dmitrijevics Sosztakovics zeneszerző - Oleg Szalenko labdarúgó - Alekszej Alekszejevics Ignatyjev orosz, szovjet diplomata; katonatiszt - Alekszandr Vlagyimirovics Mosztovoj labdarúgó |  |  |
| |  | |  |  |